# Bataille d'Anéfis (2015)
Pour les articles homonymes, voir Bataille d'Anéfis.
Guerre du Mali
Batailles
La quatrième bataille d'Anéfis se déroule lors de la guerre du Mali. Le 17 août 2015, le GATIA prend le contrôle de la ville d'Anéfis lors d'une attaque surprise.

## Déroulement
Le 15 août, le cessez-le-feu conclu après l'accord d'Alger est pour première fois rompu, un accrochage oppose pendant une heure la CMA et les groupes loyalistes de la Plateforme des mouvements d’autodéfense, vers la zone de Edjerer Amassine dans l'oued de Touzik, à 80 kilomètres au sud de Kidal,,,,. Le 16, les échanges de tirs reprennent. Des escarmouches auraient également eu lieu du côté de Diré et de Tabankort.
Le 17 août, les combats reprennent à Anéfis, avec bien plus d'intensité. Après plusieurs heures d'affrontements, la ville, tenue par les forces de la CMA, passe aux mains du GATIA. Quinze rebelles sont tués selon Fahad Ag Almahmoud, secrétaire-général du groupe loyaliste imghad. Dans la soirée, la MINUSMA annonce la mise en place d’« une zone de sécurité » à Kidal et ses environs,. Les casques bleus se déploient le lendemain dans un rayon de 20 kilomètres autour de la ville. La MINUSMA avertit les troupes de la Plateforme et affirment que si celles-ci faisaient mouvement dans cette zone, elle « agira en conséquence conformément à son mandat ». De leur côté, les groupes loyalistes hissent le drapeau malien à Anéfis.
Le GATIA et la CMA s'accuse mutuellement d'avoir rompu la trêve,,, cependant une source de Jeune Afrique au sein du service de renseignements de la MINUSMA déclare : « Pour nous, aucun doute, c’est le Gatia qui a attaqué le premier ».

## Suites
Le gouvernement malien condamne la rupture du cessez-le-feu dans un communiqué publié le 17 août. Mais deux jours plus tard, il publie un autre communiqué dans lequel il s'offusque de ne pas avoir été informé par la MINUSMA de la mise en place de la « zone de sécurité ». Le 19, la CMA annonce son intention de contre-attaquer et demande à la MINUSMA de lever ses « zones de sécurité »,. La médiation internationale tente alors de calmer les esprits, car malgré les tensions aucun des deux camps ne rejette officiellement l'accord de paix d'Alger. La MINUSMA demande également aux belligérants de revenir à leurs positions initiales,.
Les groupes de la Plateforme refusent d'abord de quitter Anéfis et le 24 août, la CMA annonce qu'elle suspend sa participation aux travaux du Comité de suivi de l'accord d'Alger. Cependant des discussions s'engagent à Gao, la médiation internationale fait pression et même le président du Mali demande le départ des groupes loyalistes de la ville. Le 29 août, le GATIA annonce finalement qu'il accepte de se retirer d'Anéfis. Mais sur le terrain, il renâcle, le 31 août une délégation de ce mouvement partie à Bamako s'arrête à Gao au lieu de se rendre à Anéfis. Le 6 septembre, la Plateforme annonce enfin qu'elle commence le retrait de ses troupes,,,,,,,,,,,,,,. Le matin du 18 septembre, la CMA réoccupe Anéfis, ce qui est dénoncé par le gouvernement malien, qui estime que seuls les casques bleus auraient dû prendre position dans la ville, ainsi par la MINUSMA, qui cependant n'intervient pas contre la CMA,,.
Les 23 et 24 septembre, une délégation de la CMA se rend à Bamako où elle rencontre le président Ibrahim Boubacar Keïta mais aussi, et pour la première fois, une délégation des groupes loyalistes. Les deux délégations s'engagent alors à respecter le cessez-le-feu et à ne plus s'affronter. Fin septembre et début octobre, des centaines de personnes — membres de la CMA et de la Plateforme, ainsi que notables et chefs de tribus — se réunissent pendant trois semaines à Anéfis. Après ces discrètes négociations, des prisonniers sont échangés, les deux parties se déclarent satisfaites des discussions et réaffirment leur volonté de vouloir faire la paix. Une phase de décrispation est alors observée,.